# Kirche der Vierzehn Nothelfer (Wasserzell)
Koordinaten: 48° 52′ 29,1″ N, 11° 9′ 50″ O
Die Kirche Vierzehn Nothelfer in Wasserzell bei Eichstätt ist eine Filialkirche der Pfarrei St. Johannes der Täufer.

## Beschreibung

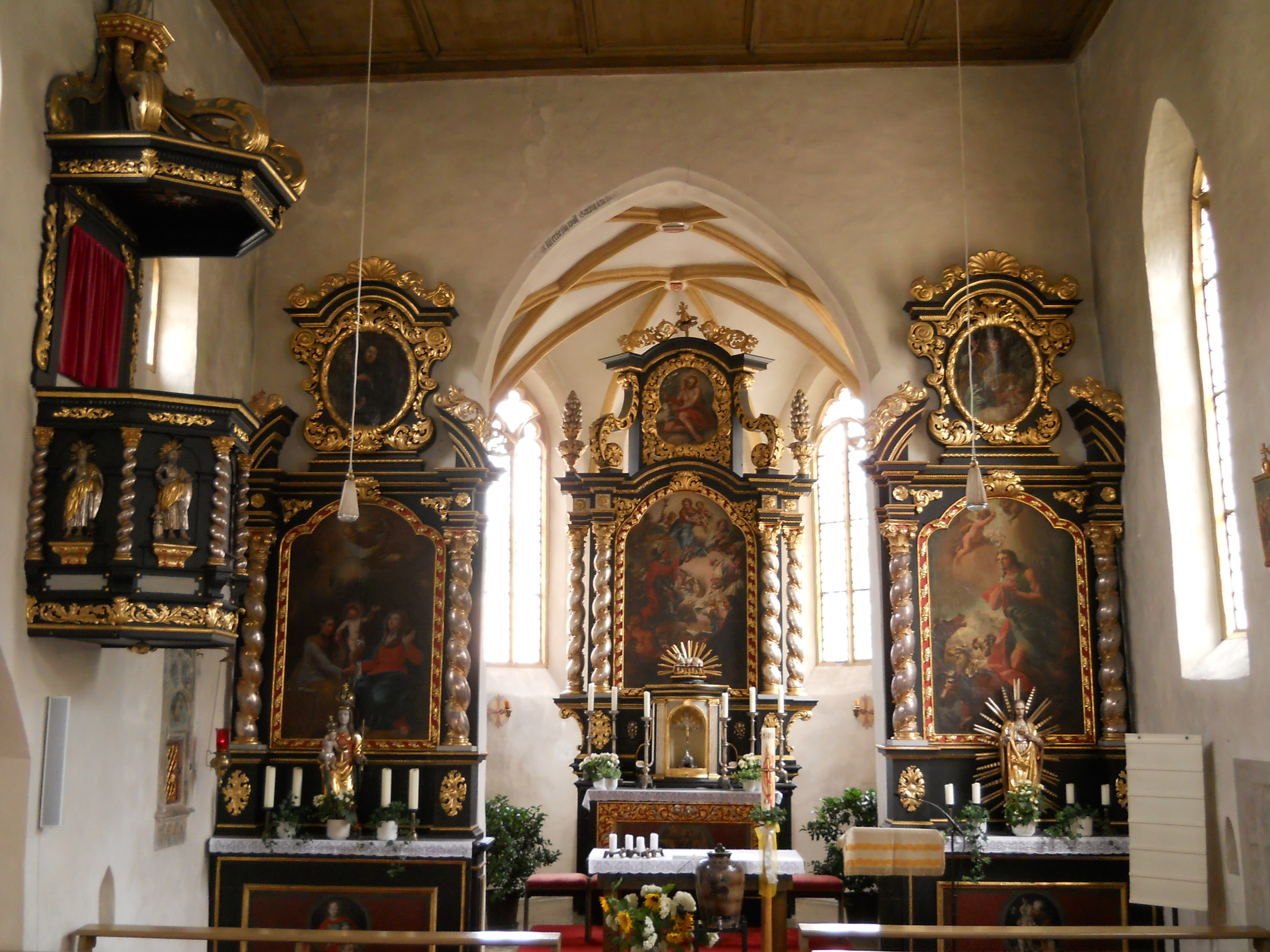
Kircheninneres

Die spätgotische Kirche wurde um 1489 vom Eichstätter Bischof Wilhelm von Reichenau geweiht. Aus dieser Zeit liegt ein Ablassbrief vor, der die Kirche im 16. Jahrhundert zu einem Wallfahrtsort werden ließ. Der Turm der Kirche wurde 1610 erbaut. Eine weitere bauliche Änderung war die Erweiterung des Langhauses 1927.
In der Denkmalliste ist sie als Nummer D-1-76-123-340 eingetragen.

## Ausstattung
Innerhalb der Kirche befindet sich eine spätgotische Steinmadonna. Bestimmend im Inneren ist die barocke Ausgestaltung von 1727 mit einem Hochaltar und zwei Seitenaltären. Der Eichstätter Maler Adam Weber schuf 1796 einen Kreuzweg aus Bildern.